# A Dorio ad Phrygium
A Dorio ad Phrygium – niekompletny poemat Cypriana Kamila Norwida z 1871.
Poemat napisany białym wierszem daje zjadliwy obraz polskiej wsi o znaczącej nazwie Serionice. Z brzmienia tytułu można się domyślać, że zaginiona część poematu została poświęcona, o wiele bardziej toksycznemu w opinii poety, środowisku miejskiemu. Tytuł utworu: od doryckiego do frygijskiego ma charakter przysłowiowy i oznacza przenośnie od prostoty do zawikłania.
Utwór powstał w 1871 roku. Drukiem ukazał się w 1915. Krytycy podkreślali skalę Norwidowej ironii oraz niewspółmierność ówczesnego życia polskiego z eposem.

## Okoliczności powstania utworu
Pierwszą wzmiankę o wojnie między żywiołami doryjskim i frygijskim zamieścił Norwid w omówieniu swego dramatu fantastycznego Tyrtej z 1866. Data powstania utworu nie jest znana. Przesmycki ustalił ją na podstawie podobieństwa z rękopisem Pierścienia Wielkiej Damy, na rok 1872. Podobieństwo obydwu utworów w zakresie tonu, wyrażeń, akcentów jest niewątpliwe. Jednak bardziej szczegółowe badania skłoniły badaczy do przyjęcia, że poemat jest utworem wcześniejszym. Pewne związki z treścią listów z 1871 oraz z powstałymi w tym roku dwoma utworami prozą Znicestwieniem narodu i Przyczynkiem do «Rzeczy o wolności słowa», skłaniają obecnie krytyków do przesunięcia daty powstania utworu o rok wstecz. Poemat został po raz pierwszy wydrukowany w 1915 roku, w Myśli Polskiej zeszycie drugim.

## O poemacie
Niekompletny poemat napisany wierszem białym o zmiennej ilości sylab liczy sobie obecnie 391 wierszy. Niewątpliwie został przez Norwida ukończony, skoro poeta umieścił jego tytuł w spisie utworów przygotowywanego drugiego tomu swoich poezji. Pisząc A Dorio poeta w oryginalny sposób wykorzystał trzy swoje wcześniejsze wiersze: Jak..., Wieś oraz Kółko, przy czym dwa pierwsze powiązał z fabułą, a z trzeciego uczynił samodzielny rozdział.
Tytuł utworu: od doryckiego do frygijskiego ma charakter przysłowiowy i odnosi się do dwóch podstawowych tonacji w muzyce greckiej: doryckiej (poważnej, stosowanej w utworach wojennych, podczas uroczystości) i frygijskiej (gwałtownej, namiętnej). Oznacza to przenośnie od prostoty do zawikłania, od powagi do żartu, od harmonii do dysonansu. Norwid traktował cały znienawidzony przez siebie wiek XIX jako frygijski.

## Treść
Poeta wzywa Apollina, ale nie tego klasycznego, doskonałego, tylko Apollina z płócien flamandzkich mistrzów, poczciwego, ze spracowanymi rękami, w zdartych butach. Prosi, by pchnął mu muzę, aby mógł zgłębić cóż jest człowiek. Poeta jedzie konno, a człowiek (właściwie człek) idzie drogą i kłania mu się nisko czapką do ziemi. Poeta wzywa Muzę, ale nie dostojną pannę, tylko tą malowaną na kurtynach operowych, wachlarzach, pudełkach perfum. Wiele lat po trojańskiej wojnie, gdy nominalny król panował w nominalnym królestwie, jechał sobie poeta borem lasem i słuchał jego odgłosów, a poemat schodził mu z doryckiego na frygijski, jak w greckich teatrach, gdy znudzony tragediami lud domagał się komedii.
Poeta trafia do Serionic, które kiedyś były sporym grodem, o czym szeroko pisze Gwagnin. O dawnej świetności osady świadczą ruiny, przy których czasem przystają przejezdni. Serionicki Pan, zwany Salomonem, znany jest aż w Wiedniu i ma siostrzenicę, piękną Różę. W czasach gdy wszystko jest nominalne, tylko wieś nie jest taka zupełnie. Ziemia bowiem pokorna nie chce by ją orał niewolnik. Rozważania te snuł poeta wkładając bucik panny Róży w strzemię. Potem błądzili po lasach i polach, a wuj Salomon czekał z obiadem lub wieczerzą. Wieś polska jest jakby idyllą, kaprysem wykwintnego świata. Polityka nie ma tu przystępu. Czasem tylko oracz wydobędzie z ziemi stary pancerz, stary obraz spadnie ze ściany. Jedyne ślady historii. Gdy któregoś dnia towarzystwo swobodnie rozmawiało, rzucił mu się do stóp rosły mężczyzna, prosząc o wstawiennictwo u księdza. Jego brat, jak i on książę cygański, zmarł. Dlatego przychodzi prosić o zgodę na pochowanie go na kościelnym cmentarzu. Panna Róża wzdrygnęła się z powodu nerwów. Poeta udał się z cygańskim księciem w głąb lasu. (Tu poemat się urywa).

## Recepcja utworu
Zenon Przesmycki w roku wydania poematu zachwycał się swobodą Norwidowego białego wiersza idealnie dostosowanego liczbą zgłosek do potrzeb rytmu. Po latach (1932) zastanawiał się nad kształtem zaginionej części utworu, domyślając się, że po wsi polskiej następowało zapewne miasto. Po sielskich obrazkach, zgiełk i zamieszanie, po ziemiaństwie, warstwy mieszczańskie, aż się dopełnił obraz Polski epoki nominalnej. Wiktor Gomulicki rozpaczał nad nienagrodzoną stratą, jaką poniosła Polska literatura wskutek zaginięcia dalszej części utworu. Stanisław Cywiński (1924) widział w utworze wspaniałą satyrę na dekadencję polską,  Odyseję odbohaterszczoną. Zygmunt Falkowski (1933) podziwiał falujący rytm utworu, dźwięczny jak srebro język, czarodziejstwo mowy. Zachwycał się głęboką nastrojowością, bogactwem myśli, eksploracją nieoczekiwanych możliwości. Roman Kołoniecki (1933) widział w utworze objawienie całej skali ironii Norwida sprowokowanej niewspółmiernością ówczesnego życia polskiego z eposem. Karol Zawodziński (1933) uznał A Dorio za jedno z największych arcydzieł polskiej poezji.